# Чжао Фаці
Чжао Фаці (кит.: 赵发庆, нар. 3 січня 1964, Далянь) — китайський футболіст, що грав на позиції захисника за клуби «Ляонін Хувін» та «Цяньвей Хуаньдао», а також національну збірну Китаю. По завершенні ігрової кар'єри — тренер.

## Клубна кар'єра
У дорослому футболі дебютував 1990 року виступами за команду «Ляонін Хувін», в якій провів тринадцять сезонів. За цей час виборов чотири титули чемпіона Китаю, ставав клубним чемпіоном Азії. 
1996 року перейшов до клубу «Цяньвей Хуаньдао», за який відіграв три сезони.

## Виступи за збірну
1990 року дебютував в офіційних матчах у складі національної збірної Китаю.
Загалом протягом чотирирічної кар'єри в національній команді провів у її формі 19 матчів, забивши 1 гол.

## Кар'єра тренера
Розпочав тренерську кар'єру, ще продовжуючи грати на полі, 1997 року, увійшовши до тренерського штабу клубу «Чунцін Ліфань» як асистент головного тренера.
Згодом працював на аналогічних посадах в «Шеньян Циньде» та «Ляонін Хувін», а протягом 2002–2003 років очолював команду «Шеньян Циньде».
2009 року став головним тренером «Хунань Біллоуз», після чого очолював команди «Чунцін», «Шеньян Дунцзінь» та «Ченду Сінчен». 2019 року тренував «Далянь Цяньчжао».

## Титули і досягнення
- Чемпіон Китаю (7):

«Ляонін Хувін»: 1985, 1987, 1988, 1990, 1991, 1992, 1993
- Володар Азійського кубка чемпіонів (1):

«Ляонін Хувін»: 1989-1990